# Caatinga

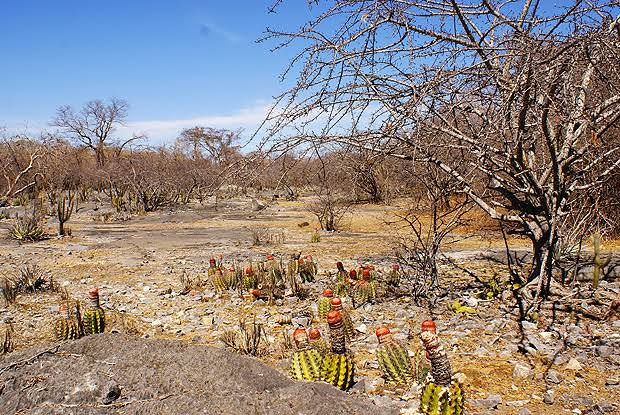
Caatinga w porze suchej

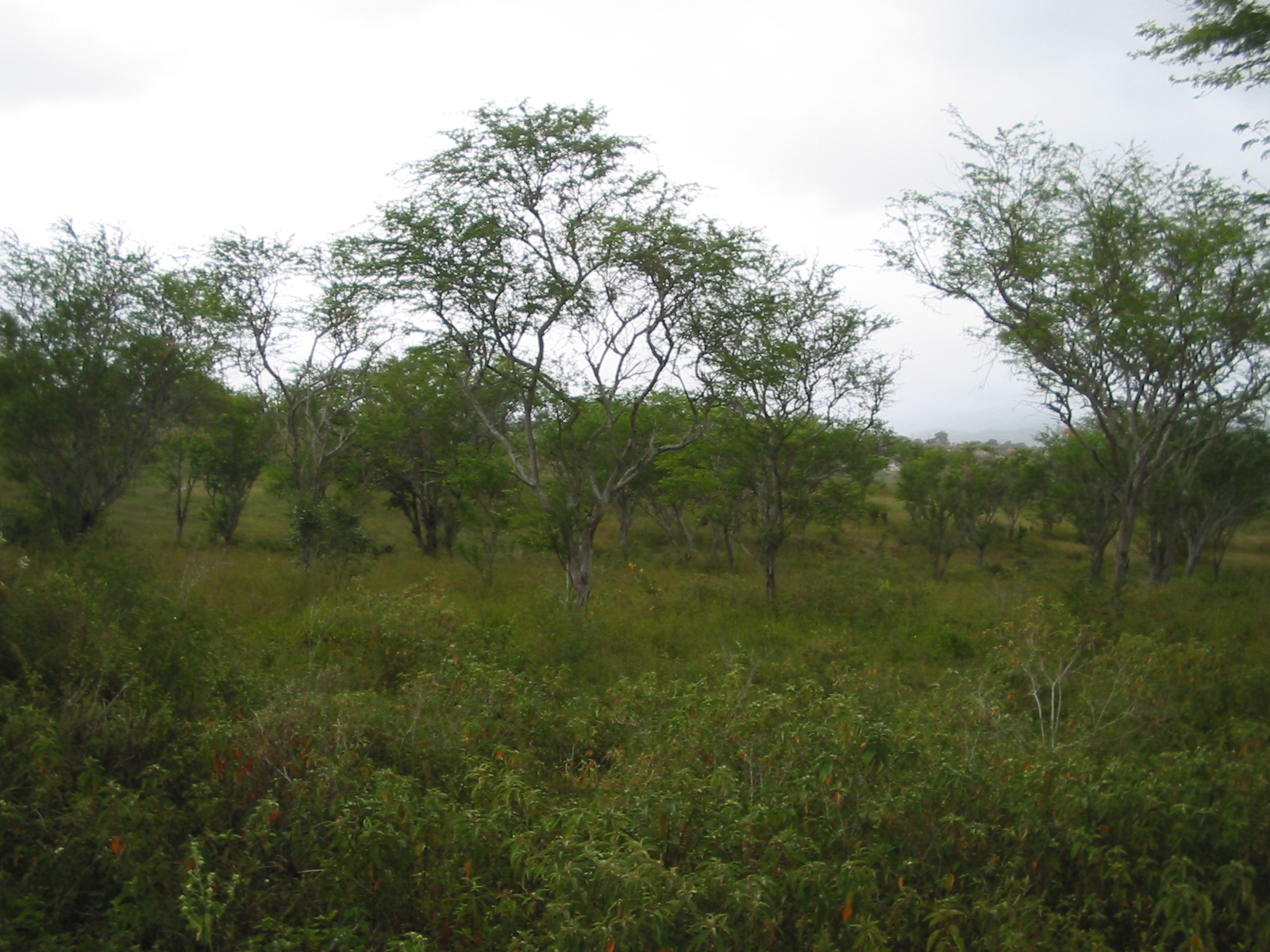
Caatinga w porze deszczowej

Zasięg caatingi

Caatinga – formacja roślinna występująca na suchych obszarach północno-wschodniej Brazylii. Tworzą ją rzadko rosnące, suchoroślowe, niskie i zwykle cierniste drzewa i krzewy, zrzucające liście na okres suszy, często z dużym udziałem sukulentów, za to zwykle z niewielkim udziałem traw.
Nazwa formacji pochodzi z języków tupi i oznacza „biały las”. Formacja fizjonomią swoją przypomina inne suche formacje zaroślowo-leśne Ameryki Południowej i Środkowej, takie jak: espinales, algarrobo, quebracho oraz suche lasy karaibskie (espinares i cardonales). Różni się od nich jednak specyficzną florą, stanowiąc najbardziej izolowany i największy kompleks neotropikalnych suchych lasów (seasonally dry tropical forests – SDTF). 
Formacja jest wciąż słabo poznana i skupia na sobie wyraźnie mniejszą uwagę naukowców niżeli sąsiednie wilgotne lasy deszczowe. Ulega tymczasem szybkiej degradacji, przy znikomym udziale form ochrony powierzchniowej.
Obszar występowania caatingi stanowi odrębny ekoregion noszący taką samą nazwę jak formacja. 

## Obszar występowania
Caatinga pokrywa według różnych źródeł ponad 800 tys., 850 tys. do nawet miliona km², przy czym w ujęciu rozleglejszym powierzchnia ta obejmuje występujące tu w mozaice z typowymi, suchymi lasami i zaroślami także: formacje trawiaste (campos limpos i campos cerrados), gaje palmowe (palmares), lasy galeriowe w dolinach rzek oraz lasy wilgotne w najwyższych partiach gór (brejo de altitude). Caatinga rozciąga się między 2°50' a 17°20'S oraz między 45° a 35°W, w Północno-Wschodnim Regionie Brazylii, w jego ośmiu stanach: Piauí, Ceará, Rio Grande do Norte, Paraíba, Pernambuco, Alagoas, Sergipe i Bahia.

## Warunki kształtowania się i pochodzenie

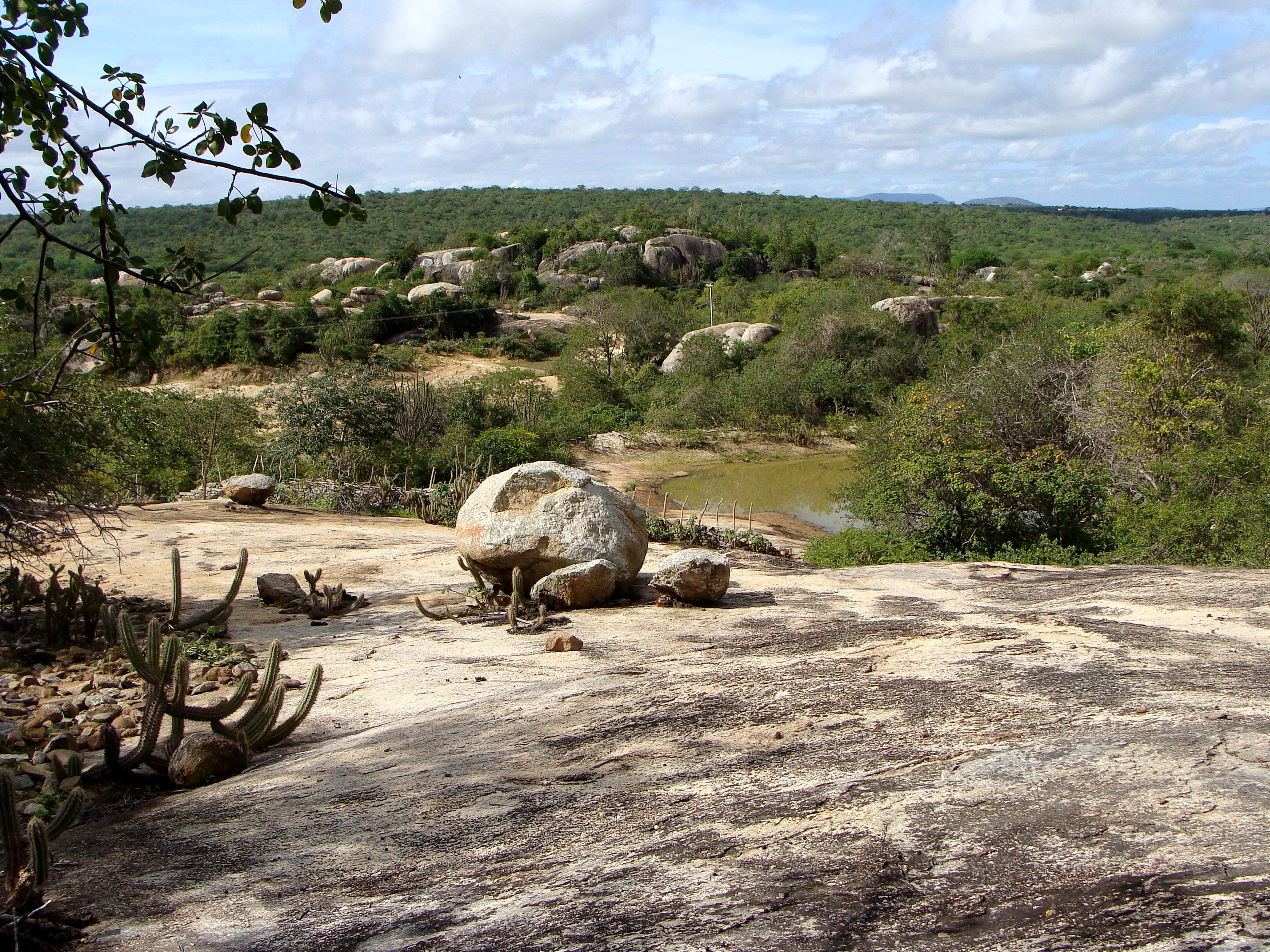
Wychodnie skał w obrębie caatingi

Formacja kształtuje się pod wpływem klimatu gorącego i suchego, przy czym opadów zwykle brak niemal zupełnie w okresie zimowym, kiedy wieją suche i silne pasaty. Roczna suma opadów nie przekracza w części środkowej 500 mm (w najbardziej suchych miejscach 300 mm) i nieco więcej na obrzeżach (maksymalnie do 1000 mm), podczas gdy ewapotranspiracja potencjalna osiąga tu 1500–2000 mm. Opady trwają zwykle tylko od 3 do 5 miesięcy. Zazwyczaj niebo jest bezchmurne, średnie temperatury roczne wynoszą 24–26 °C, tylko w wyżej położonych obszarach 20 °C.
Obszary zajmowane przez caatingę są zwykle równinne, faliste, pokryte łagodnymi wzniesieniami i zazwyczaj nie przekraczają 500 m n.p.m., maksymalnie sięgając do 1000 m n.p.m. Podłoże jest suche, pylaste do skalistego. Gleby powstają w większości z piaskowców i są płytkie. Rzadko w wyższych położeniach na płaskowyżach obecne są głębsze pokłady glin (kaolinów), przykryte skorupiastymi, silnie zwietrzałymi glebami piaszczystymi zasobnymi w tlenki żelaza.
Słabe poznanie formacji jeszcze w drugiej połowie XX wieku powodowało, że uchodziła za stosunkowo młodą, powstałą z elementów formacji sąsiednich. Dowiedziony wysoki stopień endemizmu i nowsze analizy fitogeograficzne oraz dane molekularne wskazują na wspólne i dawne pochodzenie formacji suchych lasów tworzących współcześnie przerywane pasmo biegnące łukiem od caatingi, poprzez południowo-wschodnią Brazylię, północną Argentynę i południowo-wschodnią Boliwię po suche doliny andyjskie i suche zarośla i lasy w południowo-zachodniej części Ameryki Północnej. Największy zasięg tych formacji następował w najbardziej suchych okresach plejstocenu.

## Szata roślinna
Obszar wyróżnia się dużym zróżnicowaniem flory i roślinności w zależności od lokalnych warunków siedliskowych. Poza charakterystycznymi dla formacji gatunkami preferującymi siedliska suche w jej zasięgu utrzymuje się bogata flora typowa dla cerrado, a nawet wilgotnych lasów równikowych. W niektórych ujęciach klasyfikacyjnych jako osobną formację carrasco wyróżnia się występujące tu zbiorowiska napiaskowe. Przy szerokim ujęciu formacji występuje tu co najmniej 1,2 tysiąca gatunków roślin.
Znaczny udział we florze mają endemity na poziomie gatunków i całych rodzajów, co wyróżnia caatingę na tle innych suchych formacji zaroślowo-leśnych kontynentów amerykańskich. Przykładowo wśród 466 zarejestrowanych tu gatunków drzew aż 215 to endemity, a tylko 56 ma szerszy zasięg, sięgając do suchych lasów na Gran Chaco (odległych o ok. 2,5 tys. km). W sumie na początku XXI wieku znanych stąd było 318 gatunków i 18 rodzajów roślin endemicznych. 
Pod względem najliczniejszych przedstawicieli w tej formacji pierwsze miejsce zajmuje rodzina bobowatych Fabaceae (293 gatunki z 77 rodzajów), na drugim miejscu są wilczomleczowate Euphorbiaceae, a na trzecim kaktusowate Cactaceae.
W obrębie formacji występuje znaczne zróżnicowanie roślinności ze względu na warunki wilgotnościowe i inne siedliskowe. W efekcie caatinga dzielona jest w różnym stopniu i w różny sposób, przy utrzymującym się wciąż braku ustalonej klasyfikacji roślinności. W XXI wieku wyróżniono w obrębie formacji 8 ekoregionów.
Najbardziej wilgotne obszary górskie i na obrzeżach występowania formacji, zajmują zbiorowiska leśne, tzw. caatinga górska, oraz lasy agreste, tworzące pośrednią formę roślinności do bujnych lasów Mata Atlântica. Największe powierzchnie zajmuje caatinga sucha z rzadko rosnącymi, niskimi drzewami i gęsto rosnącymi krzewami. W skrajnie suchych miejscach drzewa już nie rosną, a formy caatingi różnią się obecnością lub brakiem kaktusowatych i silnie rozproszonym lub skupiskowym występowaniem zarośli. W takich miejscach zwykle duże powierzchnie zajmują wychodnie skał i kamienisto-żwirowego podłoża, a wysokość krzewów nie przekracza 1 m.
Do cech charakterystycznych drzew rosnących w formacji należy jasne zabarwienie pni (stąd jej nazwa), często beczkowate lub butelkowate zgrubienie pni, twarde drewno, niewielkie, kseromorficzne liście opadające w porze suchej, zwykle cierniste pędy i parasolowate korony. Drzewa w caatindze z reguły rosną luźno, tworząc las bardzo świetlisty i niski – wysokość drzew rzadko przekracza 12 m, a maksymalnie osiąga 20 m. Zarówno drzewa jak i krzewy mają często pędy silnie poskręcane, krzewy są zwykle trudnymi do przebycia bardzo ciernistymi suchoroślami, tworzącymi w dodatku zbiorowiska wymieszane z różnej wielkości kaktusami. Warstwa przyziemna rozwija się w miejscach pozbawionych roślin drzewiastych i tworzą ją sztywnolistne sukulenty, w tym: agawy Agave, bromeliowate Bromeliaceae (nierzadko o rozetach liściowych osiągających 2 m wysokości) i niskie kaktusy, zwłaszcza opuncje Opuntia, Pilosocereus, Melocactus i pałczaki Cereus. Gdy po suchej zimie pojawiają się opady, zwykle gwałtownie rozwija się efemeryczna warstwa roślin zielnych pokrywająca wówczas  ziemię łanami kwiatów. Tworzona jest ona przez efemeroidy – rośliny cebulowe i bulwiaste oraz rośliny jednoroczne. Także rośliny drzewiaste zakwitają zwykle na początku okresu deszczowego.
Wśród drzew do bardziej charakterystycznych dla formacji należą zwłaszcza przedstawiciele rodzin nanerczowatych (np. Schinus terebinthifolia i śliwiec umbu Spondias tuberosa) oraz reprezentanci wielu rodzajów bobowatych Fabaceae: Amburana, akacja Acacia, strączyniec Cassia, brezylka Caesalpinia, mimoza Mimosa, Piptadenia, Pithecellobium. Butelkowatymi pniami wyróżniają się Cavanillesia arborea i Ceiba ventricosa. Parasolowate korony mają zwłaszcza drzewa z rodzajów jatrofa Jatropha i maniok Manihot. Z kolei Sarcomphalus joazeiro należy do nielicznych tu gatunków zimozielonych.
Ponad roślinnością zaroślową wznoszą się charakterystyczne dla caatingi kandelabrowe kaktusy, zwłaszcza Cereus jamacaru (osiąga wysokość 10 m), Facheiroa squamosa, Pilosocereus gounellei. Wśród krzewów znaczącą rolę odgrywają przedstawiciele rodzajów: krocień Croton, flaszowiec Annona, kokkoloba Coccoloba, kapary Capparis i aspidosperma Aspidosperma. Stosunkowo nielicznie rosną tu palmy, głównie Copernicia prunifera i Syagrus schizophylla.

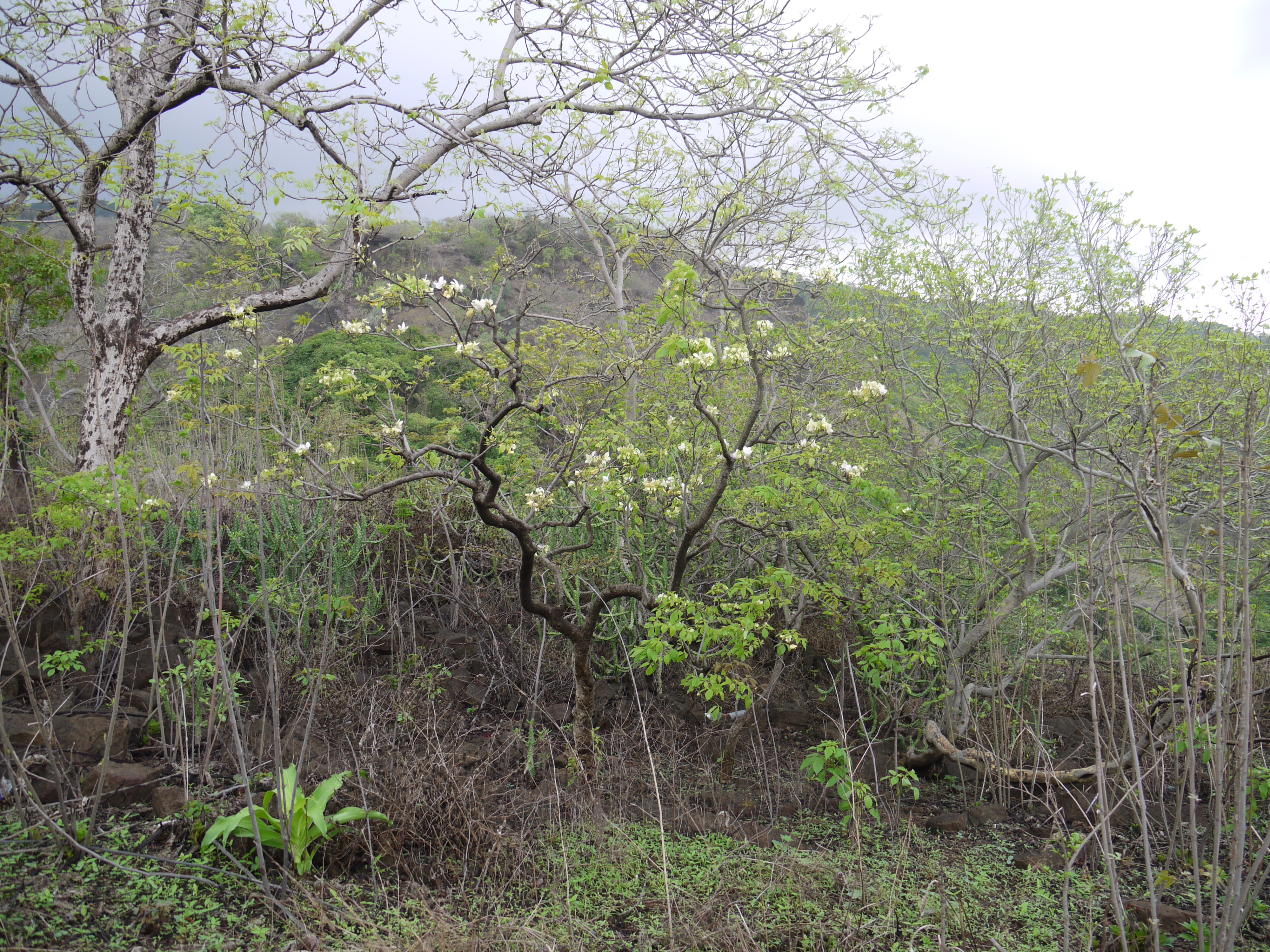
Crateva tapia
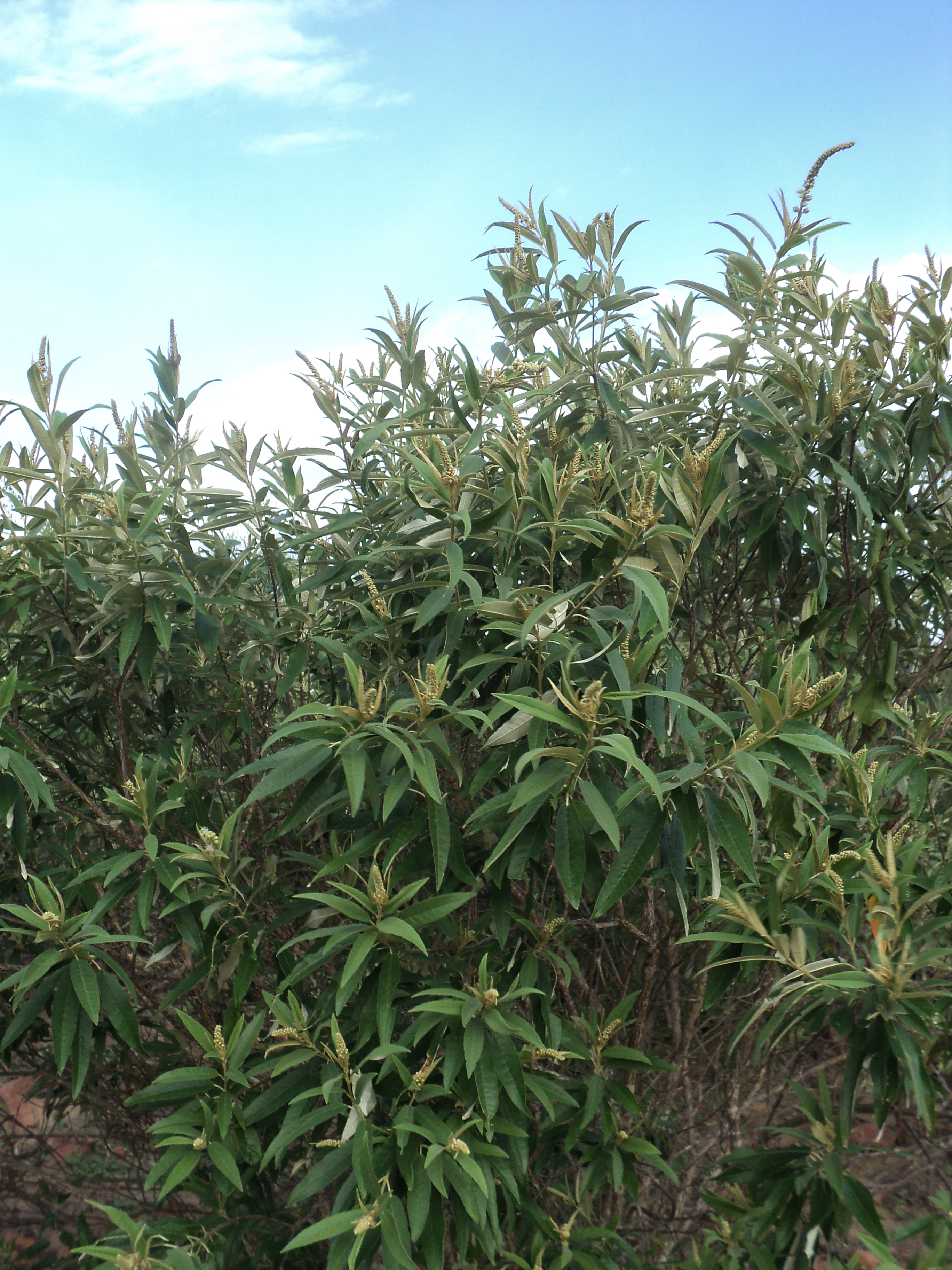
Croton solanaceus
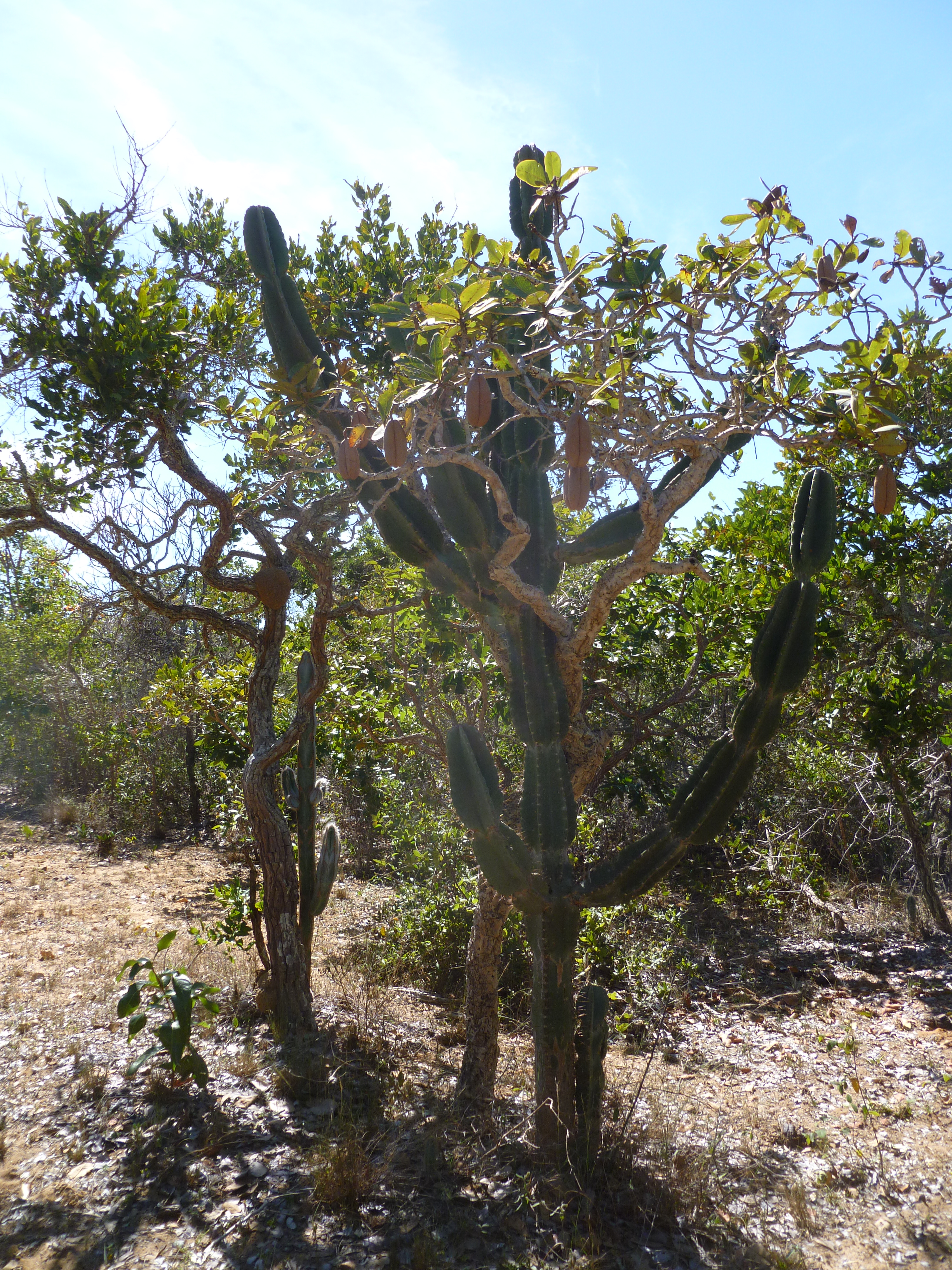
Cereus jamacaru
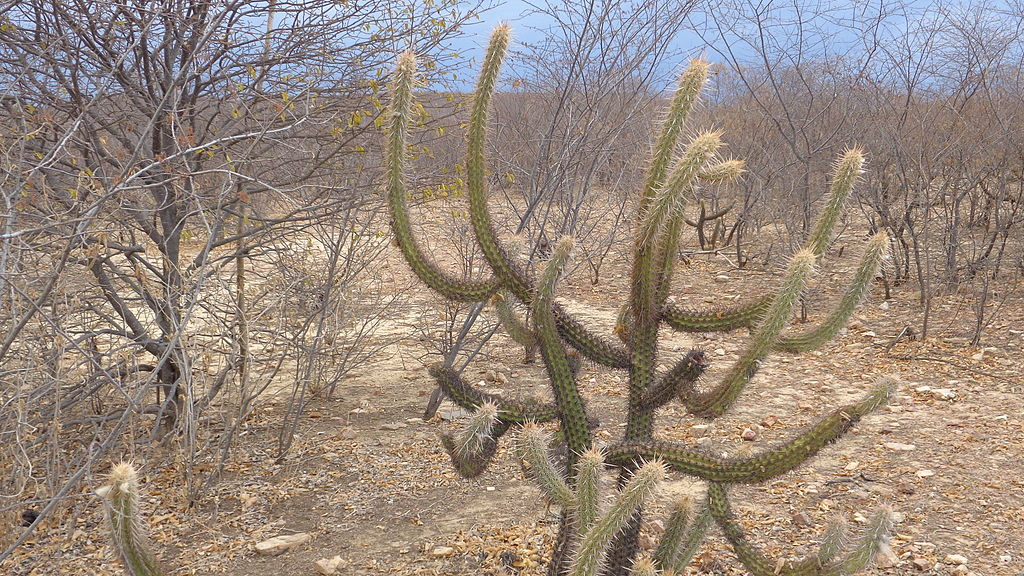
Pilosocereus polygonus

## Fauna

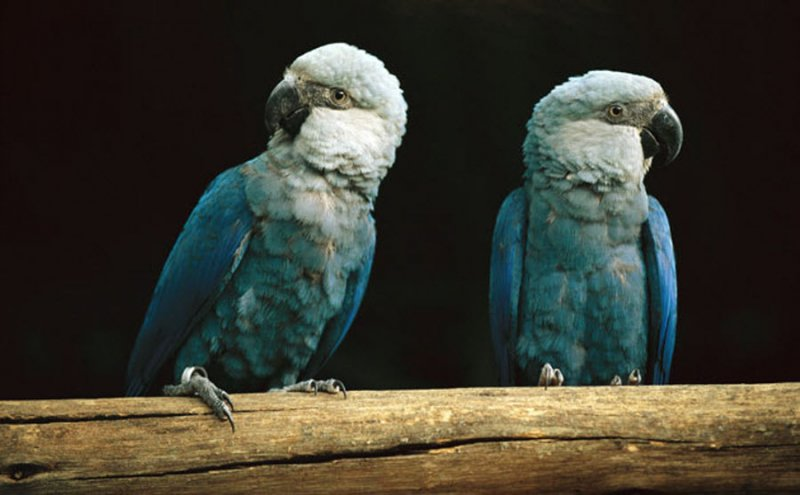
Ara modra z caatingi, wymarła w naturze przed 2019

Obszar wyróżnia się zróżnicowaniem i specyfiką fauny, zwłaszcza jaszczurek (44 gatunki, z czego ok. 40% to endemity) i pszczół. Bogata jest awifauna obejmująca 350 gatunków. Ryb jest tutaj co najmniej 185 gatunków, płazów – 49, amfisben – 9, węży – 47,  żółwi – 4, krokodyli – 3, a ssaków jest 80 gatunków.
Wiele gatunków zwierząt związanych z formacją wymiera w szybkim tempie z powodu utraty siedlisk. Do przykładów takich gatunków należy ara modra Cyanopsitta spixii, zaliczona w 2019 roku przez IUCN do kategorii gatunków wymarłych na wolności.

## Zagrożenia i ochrona
Caatinga ulega silnej fragmentacji, przekształcana i niszczona jest w wyniku ekspansji nowoczesnego rolnictwa (współcześnie głównie z powodu rozwoju upraw bawełny) i intensywnego wypasu (rozwijanego od wielu już wieków), nawadniania, eksploatacji drewna, a także w wyniku postępującego pustynnienia, salinizacji i pożarów.
Na początku XXI wieku formacja zachowana była w postaci naturalnej na zaledwie 3,2% pierwotnego areału, a zupełnie została zniszczona do końca XX wieku na połowie areału. Skutecznej ochronie poddanych było według różnych źródeł – 16 obszarów zajmujących 3168 km² tj. stanowiących 0,31% pierwotnego areału caatingi lub ok. 1% jej powierzchni. Formą ochrony o dużej roli dla zachowania formacji jest Park Narodowy Serra da Capivara, chroniący przy tym obszar o wielkim znaczeniu archeologicznym.

## „Caatinga amazońska”
Mianem „amazońskiej caatingi” (Amazonian caatinga) określane bywają podobnie niskie i słabo zwarte lasy, odmienne od reszty selwy, rozwijające się wzdłuż Rio Negro w zupełnie jednak odmiennych warunkach od caatingi ze wschodniej Brazylii. Niskie lasy amazońskie powstają bowiem pod wpływem bardzo silnych opadów (średnia roczna ich ilość przekracza 3500 mm), niskiego nasłonecznienia (spowodowanego silnym i częstym zachmurzeniem) i silnego wypłukiwania substancji odżywczych z gleb.